# Барух Бламберг
Барух Самуель Бламберг (англ. Baruch Samuel Blumberg; 28 липня 1925, Нью-Йорк — 5 квітня 2011, Маунтін-В'ю, Каліфорнія) — американський лікар і науковець, лауреат Нобелівської премії з фізіології або медицини 1976 року спільно з Карлтоном Гайдушеком за «їхні відкриття стосовно нових механізмів походження та поширення інфекційних хвороб». Був президентом Американського філософського товариства від 2005 року до своєї смерті.. Бламберг ідентифікував вірус гепатиту B, а пізніше розробив діагностичний тест та вакцину.